# Libolo
Libolo é um município da província do Cuanza Sul, em Angola, que tem sua sede na cidade e comuna do Calulo.
Tem 9 000 km² e cerca de 85 mil habitantes (2014). É limitado a norte pelos municípios de Cambambe e Cacuso, a leste pelo município de Mussende, a sul pelo município da Quibala, e a oeste pelo município da Quissama.
O município é constituído pela comuna-sede, correspondente à cidade de Calulo, e pelas comunas de Munenga, Cabuta e Quissongo.

## História
Em 1917 a população da região se levantou contra as forças coloniais portuguesas no episódio que ficou conhecido como a revolta do Libolo.

## Economia
No Libolo, predomina o extrativismo das palmeiras, quase totalmente aproveitada e transformada, desde a folha, aos frutos, caule e óleos. As terras do Libolo, bem como as do Quibala e do Mussende, são por excelência, campos vastos e ubérimos para as culturas alimentares, incluindo a pomicultura.
Além da agricultura, o município é referência em produção energética pois as turbinas da Central Hidroelétrica de Caculo Cabaça e da Central Hidroelétrica de Laúca estão em terras libolenses, muito embora os centros operacionais e administrativos das barragens estejam, respectivamente, no Cuanza Norte e em Malanje.

## Cultura e lazer
No norte do território municipal há as 3 pedras gémeas, os canhões das formações norte do planalto do Amboim e as Quedas de Caculo Cabaça — formadas pelo cruzamento do rio Cuanza com a Serra de Caculo Cabaça, que é uma extensão do planalto do Amboim.
Dentre os marcos arquitetônicos históricos há a Fortaleza do Libolo donde está a "Pedra Escrita", que faz referência à revolta do Libolo.
O município conta com as importantes equipas Clube Recreativo Desportivo do Libolo e Sport Libolo e Benfica, que disputam respectivamente, a primeira divisão do campeonato nacional angolano (Girabola) e o Campeonato Nacional de Basquetebol.